# Estero Los Puercos
El estero Los Puercos es un curso natural de agua que nace en las laderas orientales de la cordillera de la Costa en Chile, fluye hacia el sur para desembocar en el río Maule, dos kilómetros aguas abajo de la desembocadura del río Claro de Talca. Es uno de los afluentes derechos más importantes del Maule en su recorrido inferior.: 3 

## Trayecto
El estero Los Puercos nace de la unión de los esteros Litú, que llega del oriente, y del estero Tapihue, que desciende desde el norte. Más abajo se le unen los esteros Las Palmas y Botalcura. Después de 32 km de camino en los que drena el amplio valle de Pencahue, el estero entrega sus aguas al Maule.

## Caudal y régimen
A falta de nieve o nevazones, su régimen es pluvial. En los meses estivales (de verano) el estero casi no lleva agua, pero en el invierno crece enormemente a causa de las lluvias. A causa de su reducida pendiente se inundan las vegas aledañas.

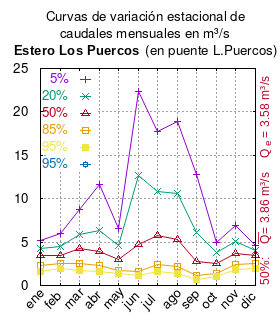
Curvas de variación estacional del estero Los Puercos en puente Los Puercos.

El caudal del río (en un lugar fijo) varía en el tiempo, por lo que existen varias formas de representarlo. Una de ellas son las curvas de variación estacional que, tras largos periodos de mediciones, predicen estadísticamente el caudal mínimo que lleva el río con una probabilidad dada, llamada probabilidad de excedencia. La curva de color rojo ocre (con {\displaystyle {\color {Red}\vartriangle }}) muestra los caudales mensuales con probabilidad de excedencia de un 50%. Esto quiere decir que ese mes se han medido igual cantidad de caudales mayores que caudales menores a esa cantidad. Eso es la mediana (estadística), que se denota Qe, de la serie de caudales de ese mes. La media (estadística) es el promedio matemático de los caudales de ese mes y se denota {\displaystyle {\overline {Q}}}. 
Una vez calculados para cada mes, ambos valores son calculados para todo el año y pueden ser leídos en la columna vertical al lado derecho del diagrama. El significado de la probabilidad de excedencia del 5% es que, estadísticamente, el caudal es mayor solo una vez cada 20 años, el de 10% una vez cada 10 años, el de 20% una vez cada 5 años, el de 85% quince veces cada 16 años y la de 95% diecisiete veces cada 18 años. Dicho de otra forma, el 5% es el caudal de años extremadamente lluviosos, el 95% es el caudal de años extremadamente secos. De la estación de las crecidas puede deducirse si el caudal depende de las lluvias (mayo-julio) o del derretimiento de las nieves (septiembre-enero).

### Canal Pencahue
Existe trasvase desde el río Lircay al estero Los Puercos por medio del canal Pencahue.: 12 

## Historia
Francisco Solano Asta-Buruaga y Cienfuegos escribió en 1899 en su obra póstuma Diccionario Geográfico de la República de Chile sobre el río:
Puercos (Río de los).-—Riachuelo que atraviesa casi de N. á S, la sección occidental del departamento de Talca al lado derecho del Río Claro, en que se halla la aldea de Pencahue. Tiene sus cabeceras en los cerros y alturas que, hacia su extremo del NO., dividen este departamento del de Lontué. Corre en dirección al S. por unos 50 kilómetros con escaso caudal ordinariamente, y se pierde en dicho Río Claro junto á su confluencia con el Maule. Su lecho es de poco declive y sus riberas, bajas y planas en general, son feraces. Con las lluvias de invierno crece considerablemente, porque caen á él los derrames de las líneas laterales de cerros que á distancia ciñen todo su curso. Le viene el nombre de los cerdos que en los primeros tiempos de la colonia se criaban en parajes de sus riberas.